# 9587 Bonpland
A 9587 Bonpland (ideiglenes jelöléssel 1990 UG4) a Naprendszer kisbolygóövében található aszteroida. Eric Walter Elst fedezte fel 1990. október 16-án.